# Haraoti
Haraoti o Harawati és un nom territorial tradicional de l'Índia que vol dir 'terra dels hara'. Els hara eren una família o subclan dels clan chahuan dels rajputs. Rao Hado o Har Raj, un cap chahuan, del que la família va prendre el nom d'hara, estava establert al sud-est de Mewar, a la regió de Bumbaoda, Menal, etc. i un successor seu, Rao Dewa (o Deoraj), el 1342 va ocupar Bundi als mines (minas) pels que es va fer reconèixer com a senyor, i és considerat el fundador de l'estat de Bundi. De la família dels Hara, el país (principat de Bundi) fou anomenat com Harawati o Haraoti. Els britànics van donar el nom a l'agència d'Haraoti-Tonk, que integraven els estats de Bundi i Tonk.
Vegeu Bundi.